# Per Thorslund
Per Axel Thorslund, född 22 augusti 1900 i Stora Kopparbergs församling, död 2 november 1981 i Husby-Ärlinghundra församling, Stockholms län, var en svensk geolog och paleontolog.
Thorslund var verksam vid Sveriges geologiska undersökning (SGU) 1935-50 och disputerade för filosofie doktorsgraden vid Uppsala universitet 1940 på avhandlingen On the Chasmops series of Jemtland and Södermanland (Tvären). Han var professor i geologi, särskilt historisk geologi, vid nämnda universitet 1950-66.
Thorslund inriktade sig i sin forskning främst på den kambrosiluriska lagerserien i Sverige. Han grundade den geologiska avdelningen vid Rättviks naturmuseum. Han var ordförande i Geologiska Föreningen i Stockholm 1952, invaldes som ledamot av Vetenskapsakademien 1958 och blev ledamot av Fysiografiska sällskapet i Lund 1964.